# Operação Swift

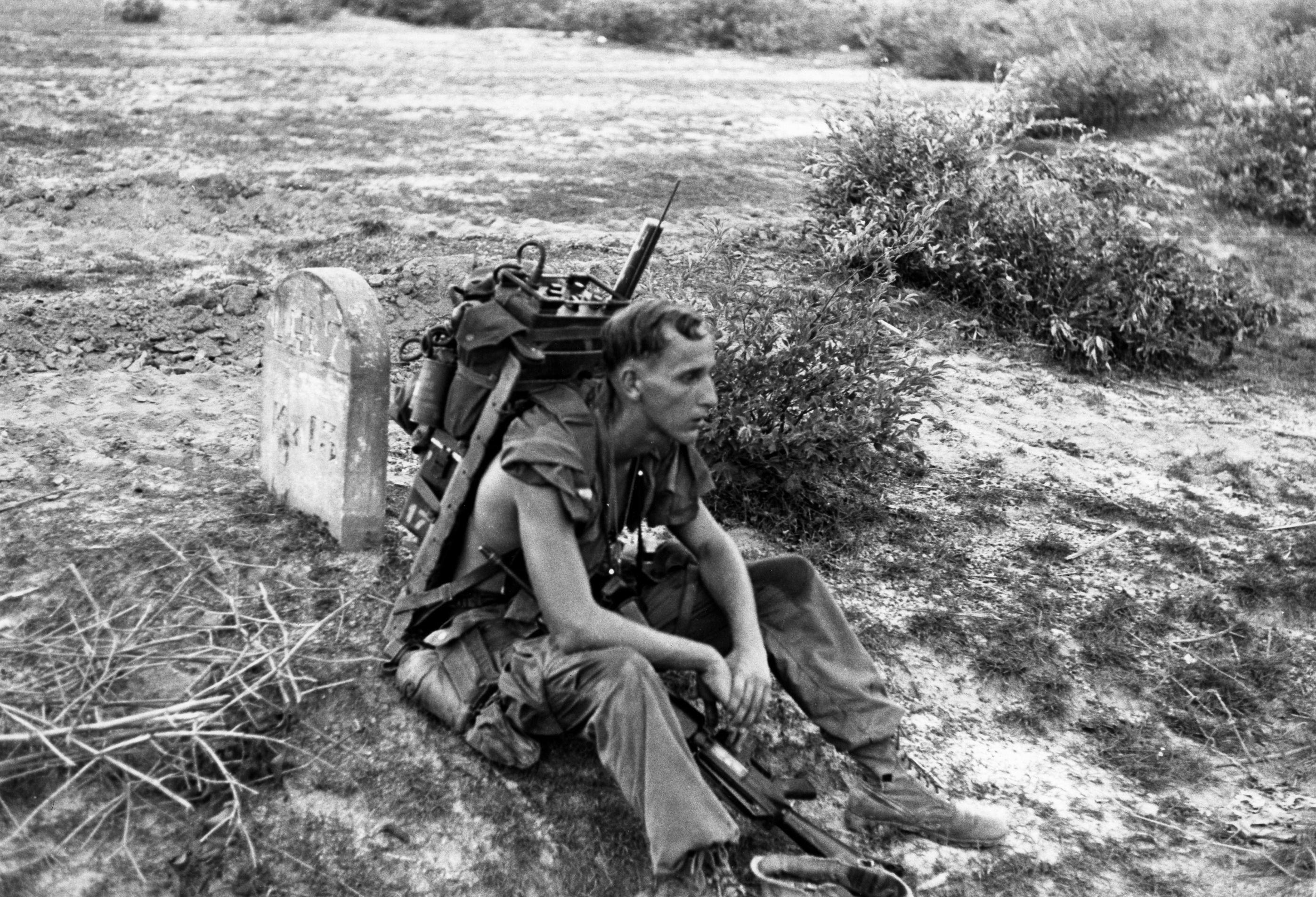
Operação Swift

Operação Swift foi uma operação militar na Guerra do Vietnã, lançada por unidades da 1ª Divisão de Fuzileiros Navais dos EUA para resgatar duas companhias de fuzileiros navais que haviam sido emboscadas pelo Exército Popular do Vietnã (PAVN). A operação ocorreu no Vale Quế Sơn, começando em 4 de setembro de 1967. Nas batalhas que se seguiram, 127 fuzileiros navais e cerca de 600 PAVN foram mortos.